# اچ‌ام‌اس یونیکورن (۱۸۲۴)
اچ‌ام‌اس یونیکورن (۱۸۲۴) (به انگلیسی: HMS Unicorn (1824)) یک کشتی است که طول آن ۱۵۱ فوت ۹ اینچ (۴۶٫۲۵ متر) می‌باشد. این کشتی در سال ۱۸۲۴ ساخته شد.